# Jhonny Olórtegui
Jhonny Olórtegui Ramos (Iquitos, 30 de julio de 1985) es un exfutbolista peruano. Jugaba de delantero.

## Trayectoria
Fue campeón de la Copa Perú 2014 con Sport Loreto. Al año siguiente descendió de la Primera División del Perú con el mismo club.

## Clubes
| Club                        | País | Año       |
| --------------------------- | ---- | --------- |
| Deportivo UNAP              | Perú | 2005-2007 |
| Deportivo Hospital          | Perú | 2007      |
| Sport Áncash                | Perú | 2008      |
| Hijos de Acosvinchos        | Perú | 2008      |
| Tecnológico Suiza           | Perú | 2009      |
| Atlético Grau               | Perú | 2010      |
| Colegio Nacional de Iquitos | Perú | 2011      |
| Atlético Grau               | Perú | 2012      |
| Deportivo Bancos            | Perú | 2013      |
| Sport Loreto                | Perú | 2014-2015 |
| Unión Huaral                | Perú | 2016      |
| Sport Loreto                | Perú | 2018      |

## Palmarés
| Título    | Club         | País | Año  |
| --------- | ------------ | ---- | ---- |
| Copa Perú | Sport Loreto | Perú | 2014 |